# Glacé (roman)
Pour les articles homonymes, voir Glacé (série télévisée) et Glace (homonymie).
Glacé est le premier roman écrit par Bernard Minier, paru en 2011 et publié chez XO éditions. Ce thriller représente le premier épisode de la saga du commandant « Martin Servaz ». Il a pour suite Le Cercle. 
Glacé a reçu le prix du meilleur roman français ou francophone au Festival Polar de Cognac 2011.

## Intrigue
L’action se déroule vers la frontière espagnole, dans une vallée encaissée des Pyrénées, plus précisément à Saint-Martin, une station touristique aux pieds des montagnes. C'est l'hiver.
Au petit matin d'une journée glaciale de décembre, les ouvriers d’une centrale hydroélectrique d’Arruns située à 2000 mètres d’altitude et uniquement accessible en téléphérique, découvrent une scène de crime troublante et particulièrement macabre. Le corps sans tête d’un cheval est accroché à la falaise. La centrale est située à proximité d’un centre psychiatrique de haute sécurité où sont enfermés de dangereux fous et criminels, l’institut Wargnier.
Le même jour, Diane Berg, une jeune diplômée, commence son travail en tant que psychiatre dans cet institut. Elle est déconcertée par les méthodes légèrement peu orthodoxes utilisées par le directeur de l'asile, et elle est très intriguée lorsqu' elle se rend compte que les drogues disparaissent au sein de l'établissement fortifié alors que quelqu'un semble s'en échapper durant la nuit.
Commandant de la criminelle à Toulouse, Martin Servaz ne peut pas croire qu'il ait été appelé pour la mort d'un animal. Mais il y a quelque chose de troublant à propos de ce crime qu'il ne peut ignorer.
L'ADN d'un des détenus les plus notoires de l'asile, Julian Hirtmann, accusé d'avoir tué et violé plusieurs femmes, est retrouvé sur le corps du cheval... et quelques jours plus tard, le premier meurtre a lieu. Une histoire sombre de folie et de revanche semble alors se dérouler.
Servaz, aidé par la capitaine de la gendarmerie Irène Ziegler, doit utiliser toutes leurs compétences pour résoudre ce mystère et mettre fin aux agissements d'un des criminels les plus diaboliques qui soit.

## Personnages principaux
- Martin Servaz : Commandant de police judiciaire dans le Sud-Ouest de la France.

- Irène Ziegler : Capitaine de gendarmerie, qui travaille conjointement avec Servaz sur cette enquête.

- Vincent Espérandieu : Principal adjoint et ami de Servaz.

- Samira Cheung : Adjointe de Servaz.

- Diane Berg : Jeune psychologue, travaillant à l'institut Wargnier.

- Julian Hirtmann : Ancien procureur de Genève, il est enfermé à l'institut Wargnier pour avoir assassiné sa femme et son amant. Il est le patient le plus redouté enfermé à l'institut.

- Cathy d'Humières : Procureur, chef directe de Servaz et Ziegler pour cette enquête.

- Martial Confiant : Jeune juge affecté sur l'affaire.

- Eric Lombard : Puissant homme d'affaires à la tête d'une entreprise multinationale dont le cheval a été retrouvé mort au début.

- Docteur Xavier : nouveau directeur de l'institut Wargnier.

- Elisabeth Ferney : Infirmière chef à l'institut Wargnier.

## Adaptation
Le roman Glacé a été adapté en série télévisée, diffusée en janvier 2017 sur M6.

## Lien avec l'affaire Dupont de Ligonnès
Le livre est cité par Femme actuelle comme étant l'ouvrage que portait sous le bras Xavier Dupont de Ligonnès sur la vidéo surveillance de l'hôtel Formule 1 de Roquebrune-sur-Argens juste avant sa disparition. D'après le même magazine, le livre aurait pu inspirer la tuerie et sa fuite. Un reportage de l'émission 13 h 15, le dimanche laisse entendre qu'il pourrait s'agir, comme d'autres images de vidéosurveillance sur lesquelles le fugitif apparaît, d'une provocation, voire d'un défi aux enquêteurs lancé par Dupont de Ligonnès[source insuffisante].

## Prix
- Prix Polar au Festival de Cognac 2011 pour Glacé[4]
- Prix « Découverte » Polars Pourpres 2012 pour Glacé
- Prix de l’Embouchure 2012 (décerné par la police de Toulouse) pour Glacé[5]

Glacé a également été finaliste du grand prix des lectrices de Elle dans la catégorie roman policier, du Prix du Polar Européen Le Point, du prix Maison de la Presse et du prix Plume de Glace.
- Prix de l'Association Dora-Suarez 2013 pour Glacé[9].